# I Liga 1972/1973
Ekstraklasa 1972/73 byla nejvyšší polskou fotbalovou soutěží. Vítězem se stal a do Poháru mistrů evropských zemí 1973/74 se kvalifikoval Stal Mielec. Do Poháru UEFA se kvalifikovaly týmy Ruch Chorzów a Gwardia Varšava. Účast v Poháru vítězů pohárů si zajistil vítěz poháru Legia Warszawa.
Soutěže se zúčastnilo celkem 14 celků, soutěž se hrála způsobem každý s každým doma-venku (celkem tedy 26 kol) systémem podzim-jaro. Pro další sezónu byla liga rozšířena na 16 týmů. Nikdo přímo nesestupoval, 13. tým tabulky hrál se 4. týmem druhé ligy a 14. tým tabulky se 3. týmem druhé ligy.

## Tabulka
| Poř. | Tým                | Z  | V  | R  | P  | VG | OG | B  |
| ---- | ------------------ | -- | -- | -- | -- | -- | -- | -- |
| 1.   | Stal Mielec        | 26 | 13 | 10 | 3  | 47 | 21 | 36 |
| 2.   | Ruch Chorzów       | 26 | 13 | 7  | 6  | 29 | 16 | 33 |
| 3.   | Gwardia Varšava    | 26 | 8  | 14 | 4  | 31 | 22 | 30 |
| 4.   | Górnik Zabrze      | 26 | 10 | 10 | 6  | 23 | 15 | 30 |
| 5.   | Wisla Krakov       | 26 | 13 | 4  | 9  | 31 | 28 | 30 |
| 6.   | ŁKS Łódź           | 26 | 9  | 11 | 6  | 26 | 26 | 29 |
| 7.   | ROW Rybnik (N)     | 26 | 8  | 10 | 8  | 20 | 21 | 26 |
| 8.   | Legia Warszawa     | 26 | 6  | 11 | 9  | 29 | 28 | 26 |
| 9.   | Pogoń Szczecin     | 26 | 8  | 7  | 11 | 28 | 30 | 23 |
| 10.  | Zagłębie Sosnowiec | 26 | 8  | 6  | 12 | 30 | 31 | 23 |
| 11.  | Zagłębie Wałbrzych | 26 | 8  | 6  | 12 | 22 | 31 | 22 |
| 12.  | Lech Poznań (N)    | 26 | 6  | 10 | 10 | 16 | 26 | 22 |
| 13.  | Polonia Bytom      | 26 | 7  | 6  | 13 | 20 | 42 | 20 |
| 14.  | Odra Opole         | 26 | 3  | 12 | 11 | 21 | 36 | 18 |

|  | Pohár mistrů evropských zemí 1973/74 |
|  | Pohár vítězů pohárů 1973/74          |
|  | Pohár UEFA 1973/74                   |
|  | Baráž o udržení v soutěži            |

## Nejlepší střelci
|    |        | hráč              | tým          | PG |
| -- | ------ | ----------------- | ------------ | -- |
| 1. | Polsko | Grzegorz Lato     | Stal Mielec  | 13 |
| 2. | Polsko | Kazimierz Kmiecik | Wisla Krakov | 12 |
| 2. | Polsko | Ryszard Sarnat    | Wisla Krakov | 12 |

## Soupiska mistra
Zygmunt Kukla (26/0), Stanisław Majcher (1/0) - Jan Domarski (16/5), Włodzimierz Gasior (26/2), Eryk Hansel (26/0), Artur Janus (20/0), Witold Karaś (26/9), Henryk Kasperczak (22/6),  Marian Kosiński (26/0), Tadeusz Krysiński (4/0), Grzegorz Lato (24/13), Adam Popowicz (26/3), Ryszard Rachwał (3/0), Krzystof Rześny (26/1), Ryszard Sekulski (16/5), Stanisław Stepień (1/0), Stanisław Stój (14/3), Jan Wiacek (6/0)) - trenér Andrzej Gajewski a Károly Kontha

## Baráž o udržení v soutěži
- Polonia Bytom - GKS Katowice 0:0, 2:0
- Odra Opole - Hutnik Kraków 0:0, 1:0